# Загічний
Загічний, Загічна (пол. Zagiczny) — гірський потік в Україні, у Стрийському районі Львівської області у Галичині. Права притока Малої Бутивлі (басейн Дністра).

## Опис
Довжина потоку приблизно 4,54 км, найкоротша відстань між витоком і гирлом — 3,29  км, коефіцієнт звивистості потоку — 1,38 . Формується багатьма безіменними гірськими струмками. Потік тече у гірському масиві Сколівські Бескиди (зовнішня смуга Українських Карпат).

## Розташування
Бере початок на західних схилах гори Перекоп (1212,9 м). Тече на північний та південний схід понад горою Кривий Верх (1072,0 м) (Мальманстальська Складка) і на висоті 658 м над рівнем моря впадає у Малу Бутивлю, ліву притоку Бутивлі.